# Vorticidade potencial
Em mecânica dos fluidos, vorticidade potencial é uma grandeza proporcional ao produto escalar de vorticidade e estratificação.  Esta grandeza, seguindo uma parcela de ar ou água, só pode ser alterada por processos adiabáticos ou de fricção.  É um conceito útil para compreender a geração de vorticidade em ciclogênese (o nascimento e desenvolvimento de um ciclone), especialmente ao longo da frente polar, e na análise do fluxo no oceano.
A vorticidade potencial é vista como um dos importantes sucessos teóricos da meteorologia moderna.  É uma abordagem simplificada para compreender os movimentos dos fluidos em um sistema rotativo, como a atmosfera da Terra e o oceano.  O seu desenvolvimento remonta à teoria da circulação de Bjerknes em 1898, a qual é uma forma especializada do teorema da circulação de Kelvin.  Começando de Hoskins et al., 1985, A vorticidade potencial tem sido mais comumente usado no diagnóstico meteorológico operacional, como rastreamento da dinâmica de parcelas de ar e inversão para o campo de fluxo total. Mesmo depois de previsões meteorológicas numéricas detalhadas em escalas mais precisas terem sido possibilitadas por aumentos no poder computacional, a visualização da vorticidade potencial ainda é usada na academia e em previsões meteorológicas de rotina, lançando luz sobre os recursos da escala sinótica para meteorologistas e pesquisadores.
A instabilidade baroclínica requer a presença de um gradiente de vorticidade potencial ao longo do qual as ondas se amplificam durante a ciclogênese.

## Teorema da circulação de Bjerknes
Vilhelm Bjerknes generalizou a equação de vorticidade de Helmholtz (1858) e o teorema da circulação de Kelvin (1869) para fluidos invíscidos, geostróficos e baroclínicos, i.e., fluidos de densidade variável em uma estrutura rotacional que tem uma velocidade angular constante.  Se definimos circulação como a integral da componente tangente da velocidade em torno de um circuito fechado de fluido e tomando a integral de uma cadeia fechada de parcelas de fluido, obtemos
{\displaystyle {\frac {DC}{Dt}}=-\oint {\frac {1}{\rho }}\nabla p\cdot \mathrm {d} \mathbf {r} -2\Omega {\frac {DA_{e}}{Dt}},} (1)
onde {\textstyle {\frac {D}{Dt}}} é a derivada do tempo no referencial rotacional (não referencial inercial), {\displaystyle C} é a circulação relativa, {\displaystyle A_{e}} é a projeção da área cercada pela alça de fluido no plano equatorial, {\displaystyle \rho } é densidade, {\displaystyle p} é a pressão, e {\displaystyle \Omega } é a velocidade angular do quadro.  Com o teorema de Stokes, o primeiro termo do lado direito pode ser reescrito como
{\displaystyle {\frac {DC}{Dt}}=\int _{A}{\frac {\nabla \rho \times \nabla p}{\rho ^{2}}}\cdot \mathrm {d} \mathbf {A} -2\Omega {\frac {DA_{e}}{Dt}},}(2)
que afirma que a taxa de variação da circulação é governada pela variação da densidade nas coordenadas de pressão e pela projeção equatorial de sua área, correspondendo ao primeiro e segundo termos do lado direito.  O primeiro termo também é chamado de "termo solenóide".  Sob a condição de um fluido barotrópico com área de projeção constante {\displaystyle A_{e}}, o teorema da circulação de Bjerknes reduz-se ao teorema de Kelvin.  Contudo, no contexto da dinâmica atmosférica, tais condições não são uma boa aproximação: se o circuito de fluido se move da região equatorial para a região extratropical, {\displaystyle A_{e}} não é conservado.  Além disso, a geometria complexa da abordagem do circuito de materiais não é ideal para argumentar sobre movimentos de fluidos.

## VP de águas rasas de Rossby
Carl Rossby propôs em 1939 que, em vez do vetor de vorticidade tridimensional completo, o componente vertical local da vorticidade absoluta {\displaystyle \zeta _{a}} é o componente mais importante para o fluxo atmosférico em grande escala. Além disso, a estrutura em grande escala de um fluxo barotrópico bidimensional não divergente pode ser modelada assumindo que {\displaystyle \zeta _{a}} é conservado.  Seu artigo posterior em 1940 relaxou esta teoria de fluxo 2D para quase 2D equações de águas rasas em um plano beta.  Neste sistema, a atmosfera é separada em várias camadas incompressíveis empilhadas umas sobre as outras, e a velocidade vertical pode ser deduzida da integração da convergência do fluxo horizontal.  Para um sistema de águas rasas de camada única sem forças externas ou aquecimento diabático, Rossby mostrou que
{\displaystyle {\frac {D}{Dt}}\left({\frac {\zeta +f}{h}}\right)=0}, (3)
onde {\displaystyle \zeta } é a vorticidade relativa, {\displaystyle h} é a profundidade da camada e {\displaystyle f} é o parâmetro de Coriolis.  A quantidade conservada na equação (3) é mais tarde chamada de “vorticidade potencial em águas rasas”.  Para uma atmosfera com múltiplas camadas, com cada camada tendo temperatura potencial constante, a equação acima assume a forma
{\displaystyle {\frac {D}{Dt}}\left({\frac {\zeta _{\theta }+f}{\Delta }}\right)=0,} (4)
na qual {\displaystyle \zeta _{\theta }} é a vorticidade relativa em um superfície isentrópica—um surperfície de temperatura potential constante, e {\displaystyle \Delta =-\delta p/g} é uma medida do peso da seção transversal unitária de uma coluna de ar individual dentro da camada.

### Interpretação

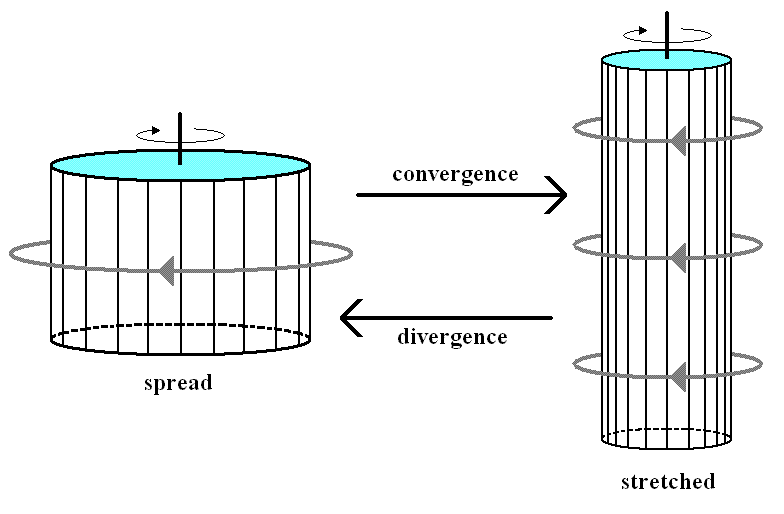
Convergência e divergência de uma parcela de ar

A equação (3) é o equivalente atmosférico ao momento angular.  Por exemplo, uma patinadora no gelo girando com os braços abertos lateralmente pode acelerar sua velocidade de rotação contraindo os braços.  Da mesma forma, quando um vórtice de ar se alarga, ele, por sua vez, gira mais lentamente.  Quando o ar converge horizontalmente, a velocidade do ar aumenta para manter a vorticidade potencial e a extensão vertical aumenta para conservar a massa.  Por outro lado, a divergência faz com que o vórtice se espalhe, diminuindo a velocidade de rotação.

## Vorticidade potencial de Ertel
Hans Ertel generalizou o trabalho de Rossby através de um artigo independente publicado em 1942.  Ao identificar uma quantidade conservada seguindo o movimento de uma parcela de ar, pode-se provar que uma certa quantidade chamada vorticidade potencial de Ertel também é conservada para um fluido contínuo idealizado. Observamos a equação do momento e a equação da continuidade de massa de um fluido compressível idealizado em coordenadas cartesianas:
{\displaystyle {\frac {\partial \mathbf {v} }{\partial t}}+{\frac {1}{2}}\nabla \mathbf {v^{2}} -\mathbf {v} \times (\nabla \times \mathbf {v} )+2\mathbf {\Omega } \times \mathbf {v} =-\nabla \Phi -{\frac {1}{\rho }}\nabla p,} (5)
{\displaystyle {\frac {D\rho }{Dt}}=-\rho \nabla \cdot \mathbf {v} ,} (6)
onde {\displaystyle \Phi } é a altura geopotencial. Escrevendo a vorticidade absoluta como {\textstyle \mathbf {\zeta _{a}} =\nabla \times \mathbf {v} +2\mathbf {\Omega } }, {\displaystyle 1/\rho } as {\displaystyle \alpha }, e então toma-se a curvatura da equação do momento completo (5), tem-se
{\displaystyle {\frac {\partial }{\partial t}}\nabla \times \mathbf {v} -\nabla \times (\mathbf {v} \times \mathbf {\zeta _{a}} )=\nabla p\times \nabla \alpha .} (7)
Considere-se {\displaystyle \psi =\psi (\mathbf {r} ,t)} sendo um invariante hidrodinâmico, ou seja, {\textstyle {\frac {D\psi }{Dt}}} é igual a zero seguindo o movimento do fluido em questão.  Multiplicação escalar da equação (7) por {\displaystyle \nabla \psi }, e note-se que {\textstyle {\frac {\partial }{\partial t}}\mathbf {\zeta _{a}} ={\frac {\partial }{\partial t}}\nabla \times \mathbf {v} }, tem-se
{\displaystyle \nabla \psi \cdot {\frac {\partial }{\partial t}}\mathbf {\zeta _{a}} -\nabla \psi \cdot [\nabla \times (\mathbf {v} \times \mathbf {\zeta _{a}} )]=\nabla \psi \cdot (\nabla p\times \nabla \alpha ).} (8)
O segundo termo no lado esquerdo da equação (8) é igual a {\textstyle \nabla \cdot [\nabla \psi \times (\mathbf {v} \times \mathbf {\zeta _{a}} )]-(\mathbf {v} \times \zeta _{a})\cdot (\nabla \times \nabla \psi )}, no qual o segundo termo é zero. Da fórmula do produto vetorial triplo, tem-se
{\displaystyle {\begin{aligned}\nabla \psi \times (\mathbf {v} \times \mathbf {\zeta _{a}} )&=\mathbf {v} (\mathbf {\zeta _{a}} \cdot \nabla \psi )-\mathbf {\zeta _{a}} (\mathbf {v} \cdot \nabla \psi )\\&=\mathbf {v} (\mathbf {\zeta _{a}} \cdot \nabla \psi )+\mathbf {\zeta _{a}} {\frac {\partial \psi }{\partial t}},\end{aligned}}} (9)
onde a segunda linha se deve ao fato de que {\displaystyle \psi } é preservado seguindo o movimento, {\textstyle {\frac {D\psi }{Dt}}=0}.  Substituindo a equação (9) na equação (8) acima,
{\displaystyle \nabla \psi \cdot {\frac {\partial }{\partial t}}\mathbf {\zeta _{a}} +\mathbf {v} \cdot \nabla (\mathbf {\zeta _{a}} \cdot \nabla \psi )+(\mathbf {\zeta _{a}} \cdot \nabla \psi )\nabla \cdot \mathbf {v} +\mathbf {\zeta _{a}} \cdot {\frac {\partial }{\partial t}}\nabla \psi =\nabla \psi \cdot (\nabla p\times \nabla \alpha ).} (10)
Combinar o primeiro, segundo e quarto termo na equação (10) pode resultar {\textstyle {\frac {D}{Dt}}(\mathbf {\zeta _{a}} \cdot \nabla \psi )}.  Dividindo por {\textstyle \rho } e usando uma forma variante da equação de continuidade de massa,{\textstyle {\frac {1}{\rho }}\nabla \cdot \mathbf {v} =-{\frac {1}{\rho ^{2}}}{\frac {D\rho }{Dt}}={\frac {D\alpha }{Dt}}}, a equação (10) resulta
{\displaystyle \alpha {\frac {D}{Dt}}(\mathbf {\zeta _{a}} \cdot \nabla \psi )+(\mathbf {\zeta _{a}} \cdot \nabla \psi ){\frac {D\alpha }{Dt}}=\alpha \nabla \psi \cdot (\nabla p\times \nabla \alpha )} (11)
Se o invariante {\textstyle \psi } é somente uma função de pressão {\textstyle p} e densidade {\textstyle \rho }, então seu gradiente é perpendicular ao produto vetorial de {\textstyle \nabla p} e {\textstyle \nabla \rho }, o que significa que o lado direito da equação (11) é igual a zero. Especificamente para a atmosfera, a temperatura potencial é escolhida como invariante para movimentos sem atrito e adiabáticos. Portanto, a lei de conservação da vorticidade potencial (VP) de Ertel é dada por
{\displaystyle {\frac {D}{Dt}}PV=0.} (12)
a vorticidade potencial é definida como
{\displaystyle PV={\frac {\mathbf {\zeta _{a}} \cdot \nabla \theta }{\rho }},} (13)
onde {\displaystyle \rho } é a densidade do fluido, {\displaystyle \mathbf {\zeta _{a}} } é a vorticidade absoluta e {\displaystyle \nabla \theta } é o gradiente da temperatura potencial.  Pode ser demonstrado através de uma combinação da primeira lei da termodinâmica e da conservação do momento que a vorticidade potencial só pode ser alterada por aquecimento diabático (como o calor latente liberado da condensação) ou processos de fricção.
Se a atmosfera for estratificada de forma estável, de modo que a temperatura potencial {\textstyle \theta } aumenta monotonicamente com a altura, {\textstyle \theta } pode ser usada como uma coordenada vertical em vez de {\textstyle z}.  No sistema de coordenadas {\textstyle (x,y,\theta )}, "densidade" é definida como {\textstyle \sigma \equiv -g^{-1}\partial p/\partial \theta }.  Então, se iniciarmos a derivação da equação do momento horizontal em coordenadas isentrópicas, VP de Ertel assume uma forma muito mais simples
{\displaystyle PV_{\theta }={\frac {f+\mathbf {k} \cdot (\nabla _{\theta }\times \mathbf {v} )}{\sigma }}} (14)
onde {\textstyle \mathbf {k} } é o vetor vertical local de comprimento unitário e {\textstyle \nabla _{\theta }} é o operador gradiente tridimensional em coordenadas isentrópicas.  Pode-se ver que esta forma de vorticidade potencial é apenas a forma contínua da VP multicamada isentrópica de Rossby na equação (4).

### Interpretação
O teorema de conservação da VP de Ertel, equação (12), afirma que para uma atmosfera seca, se uma parcela de ar conserva a sua temperatura potencial, a sua vorticidade potencial também é conservada seguindo os seus movimentos tridimensionais completos.  Em outras palavras, em movimento adiabático, as parcelas aéreas conservam VP de Ertel em uma superfície isentrópica.  Notavelmente, esta quantidade pode servir como um traçador Lagrangiano que liga os campos de vento e temperatura.  Usar o teorema de conservação da VP de Ertel levou a vários avanços na compreensão da circulação geral.  Um deles foi o processo de "dobramento da tropopausa" descrito em Reed et al., (1950).  Para a alta troposfera e estratosfera, as parcelas de ar seguem movimentos adiabáticos durante um período sinóptico de tempo. Na região extratropical, as superfícies isentrópicas na estratosfera podem penetrar na tropopausa e, assim, as parcelas de ar podem mover-se entre a estratosfera e a troposfera, embora o forte gradiente de VP próximo à tropopausa geralmente impeça esse movimento.  No entanto, na região frontal próxima às raias de jato, que é uma região concentrada dentro de uma corrente de jato onde as velocidades do vento são mais fortes, o contorno VP pode se estender substancialmente para baixo na troposfera, que é semelhante às superfícies isentrópicas.  Portanto, o ar estratosférico pode ser advetado, seguindo tanto VP constante quanto superfícies isentrópicas, profundamente para baixo na troposfera. O uso de mapas VP também provou ser preciso na distinção de parcelas aéreas de origem estratosférica recente, mesmo sob perturbações de escala sub-sinótica.  (Uma ilustração pode ser encontrada em Holton, 2004, figura 6.4)
A VP de Ertel também atua como um traçador de fluxo no oceano e pode ser usado para explicar como uma cadeia de montanhas, como os Andes, pode fazer com que os ventos superiores de oeste desviem em direção ao equador e vice-versa.  Mapas representando VP de Ertel são geralmente usados em análises meteorológicas nas quais a unidade de vorticidade potencial (UVP) definida como {\textstyle {10^{-6}\cdot \mathrm {K} \cdot \mathrm {m} ^{2} \over \mathrm {kg} \cdot \mathrm {s} }\equiv 1\ \mathrm {UVP} }.

## VP quase geostrófica
Uma das condições de equilíbrio mais simples, mas ainda assim perspicazes, está na forma de equações quase geostróficas.  Esta aproximação afirma basicamente que para movimentos atmosféricos tridimensionais que são quase hidrostáticos e geostróficos, sua parte geostrófica pode ser determinada aproximadamente pelo campo de pressão, enquanto a parte ageostrófica governa a evolução do fluxo geostrófico.  A vorticidade potencial no limite quase geostrófico (VPQG) foi primeiro formulada por Charney e Stern em 1960.  Similar ao Capítulo 6.3 em Holton 2004, inicia-se de equações de momento horizontal (15), continuidade de massa (16), hidrostática (17) e termodinâmica (18) sobre um plano beta, assumindo que o fluxo é invíscido e hidrostática,
{\displaystyle {\frac {D_{g}\mathbf {u_{g}} }{Dt}}+f_{0}\mathbf {k} \times \mathbf {u_{a}} +\beta y\mathbf {k} \times \mathbf {u_{g}} =0} (15)
{\displaystyle \nabla _{hp}\cdot \mathbf {u_{a}} +{\frac {\partial \omega }{\partial p}}=0} (16)
{\displaystyle {\frac {\partial \Phi }{\partial p}}=-{\frac {R\pi }{p}}\theta } (17)
{\displaystyle {\frac {D_{g}\theta }{Dt}}+\omega {\frac {d\theta _{0}}{dp}}={\frac {J}{c_{p}\pi }}} (18)
onde {\textstyle {\frac {D_{g}}{Dt}}={\frac {\partial }{\partial t}}+u_{g}{\frac {\partial }{\partial x}}+v_{g}{\frac {\partial }{\partial y}}} representa a evolução geostrófica, {\textstyle \pi =(p/ps)^{R/c_{p}}}, {\textstyle J} é o termo de aquecimento diabático em {\textstyle Js^{-1}kg^{-1}}, {\textstyle \Phi } é a altura geopotencial, {\textstyle \mathbf {u_{g}} } é o componente geostrófico da velocidade horizontal, {\textstyle \mathbf {u_{a}} } é a velocidade ageostrófica, {\textstyle \nabla _{hp}} é o operador de gradiente horizontal em coordenadas (x, y, p).  Com alguma manipulação (ver equações quase geostróficas ou Holton 2004, Capítulo 6 para detalhes), pode-se chegar a uma lei de conservação
{\displaystyle {\frac {D_{g}}{Dt}}q=-f_{0}{\frac {\partial }{\partial p}}\left(\sigma {\frac {\kappa J}{p}}\right),} (19)
onde {\textstyle \sigma =-{\frac {R\pi }{p}}{\frac {d\theta _{0}}{dp}}} é a estabilidade estática seca média espacialmente.  Supondo que o fluxo seja adiabático, o que significa {\textstyle J=0}, temos a conservação de VPQG.  A grandeza conservada {\textstyle q} toma a forma
{\displaystyle {q={{{1 \over f_{o}}{\nabla ^{2}\Phi }}+{f}+{{\partial  \over \partial p}\left({{f_{o} \over \sigma }{\partial \Phi  \over \partial p}}\right)}}},} (20)
a qual é a VPQG, e também é conhecida como vorticidade pseudo-potencial. Além do termo de aquecimento diabático no lado direito da equação (19), também pode ser mostrado que VPQG pode ser alterado por forças de atrito.
A VP de Ertel reduz-se a VPQG se expande-se a VP de Ertel para a ordem principal e suponha que a equação de evolução seja quase geostrófica, i.e., {\textstyle {\frac {D}{Dt}}\approx {\frac {D_{g}}{Dt}}}.  Devido a esse fator, deve-se notar também que a VP de Ertel conserva a seguinte parcela de ar em uma superfície isentrópica e é, portanto, um bom traçador Lagrangiano, enquanto a VPQG é conservado após fluxo geostrófico em grande escala.  VPQG tem sido amplamente utilizado na representação de estruturas de fluxo atmosférico em grande escala, conforme discutido na seção Princípio de invertibilidade da VP.

## Princípio de invertibilidade da VP
Além de ser um traçador Lagrangiano, a vorticidade potencial também dá implicações dinâmicas através do princípio da invertibilidade.  Para um fluido ideal bidimensional, a distribuição de vorticidade controla a função do fluxo por um operador de Laplace,
{\displaystyle {\zeta ={\nabla ^{2}\Psi }},} (21)
onde {\displaystyle \zeta } é a vorticidade relativa, e {\displaystyle \Psi } é a função de fluxo.  Portanto, a partir do conhecimento do campo de vorticidade, o operador pode ser invertido e a função de fluxo pode ser calculada.  Neste caso particular (equação 21), a vorticidade fornece todas as informações necessárias para deduzir movimentos, ou função de fluxo, portanto pode-se pensar em termos de vorticidade para compreender a dinâmica do fluido.  Um princípio semelhante foi originalmente introduzido para a vorticidade potencial em fluidos tridimensionais na década de 1940 por Kleinschmit, e foi desenvolvido por Charney e Stern em sua teoria quase geostrófica.

Apesar da elegância teórica da vorticidade potencial de Ertel, as primeiras aplicações da VP Ertel são limitadas a estudos de traçadores usando mapas isentrópicos especiais.  Geralmente é insuficiente deduzir outras variáveis apenas do conhecimento dos campos da VP de Ertel, uma vez que é um produto de vento ({\textstyle \zeta _{a}}) e campos de temperatura ({\textstyle \theta } e {\textstyle \rho }).  No entanto, os movimentos atmosféricos em grande escala são inerentemente quase estáticos; os campos de vento e massa são ajustados e equilibrados entre si (por exemplo, equilíbrio de gradiente, equilíbrio geostrófico). Portanto, outras suposições podem ser feitas para formar um fechamento e deduzir a estrutura completa do fluxo em questão:
(1) introduz condições de equilíbrio de certas formas.  Estas condições devem ser fisicamente realizáveis e estáveis, sem instabilidades como a instabilidade estática.  Além disso, as escalas de espaço e tempo do movimento devem ser compatíveis com o equilíbrio assumido;
(2) especificar um determinado estado de referência, como distribuição de temperatura, temperatura potencial ou altura geopotencial;
(3) afirmar condições de contorno adequadas e inverter o campo de VP globalmente.
  A primeira e a segunda suposições são expressas explicitamente na derivação de condições VP quase geostróficas.  O equilíbrio geostrófico de ordem inicial é usado como condição de equilíbrio. Os termos de segunda ordem, como ventos ageostróficos, perturbações da temperatura potencial e perturbações da altura geostrófica, devem ter magnitude consistente, i.e., da ordem de número de Rossby.  O estado de referência é a temperatura potencial média zonal e a altura geopotencial.  A terceira suposição é aparente mesmo para inversão de vorticidade bidimensional porque invertendo o operador de Laplace na equação (21), que é um operador elíptico de segunda ordem, requer conhecimento das condições de limite.
Por exemplo, na equação (20), invertibilidade implica que dado o conhecimento de {\textstyle q}, o operador tipo Laplace pode ser invertido para produzir altura geopotencial {\textstyle \Phi }. {\textstyle \Phi } também é proporcional à função de fluxo QG {\textstyle \Psi } sob a suposição quase geostrófica. O campo de vento geostrófico pode então ser facilmente deduzido a partir de {\textstyle \Psi }.  Por último, o campo de temperatura {\textstyle \theta } é dado substituindo {\textstyle \Phi } na equação hidrostática (17).